# 林威良
林威良（英語：Will Lin，1982年1月5日—）出道於選秀節目「超級偶像３」。真摯迷人的溫暖聲線，能將許多歌曲重新詮釋出極具個人特色且動人的真實情感。他自小即熱愛音樂，曾在美國、澳洲求學各２年，音樂風格受歐美、亞洲音樂的影響。曾在澳洲墨爾本、雪梨、布里斯本、阿德雷德等各大城市巡迴街頭表演２年之久，好評不斷的他，更讓世界人都能看見台灣。期間所自製的翻唱   專輯，銷量更超過數千張。回台之後，他於 2016 年發行首張 EP 我只有這首歌給你」，並於隔年發行數位單曲「貼心」。
平時雖然說話靦腆帶點害羞，但天生屬於舞台的他，除了歌聲溫暖真摯，能唱出首首動人歌曲之外，亦能載歌載舞，當音樂一起，他便能全心投入到熱情的唱跳之中，一舉一動，隨著歌聲中的動感及節奏搖擺起來。無論是哪種曲風、哪一類的歌曲，透過他的精彩詮釋，都能給我們如癡如醉的感官享受。

## 演出作品

### 電視劇
| 年份   | 電視台 | 劇名     | 角色     |
| ------ | ------ | -------- | -------- |
| 2022年 | 台視   | 美麗人生 | 駐唱歌手 |

## 音樂作品

### 個人作品
| 年份 | 專輯名稱         | 歌曲列表                            |
| ---- | ---------------- | ----------------------------------- |
| 2017 | 貼心             | - 貼心 - 貼心(滾石現場樂勢力演場版) |
| 2016 | 我只有這首歌給你 | - 我只有這首歌給你 - 要好好的       |
| 2017 | 好好說再見       | - 好好說再見](自創曲 / 未發行)      |

- 2016年4月21日發行首張EP《我只有這首歌給你》
- 2017年2月21日發行數位單曲《貼心》

### 電視原聲帶
- 阿貴溪遊記 【Craig of The Creek】國語⟨片頭曲⟩和⟨片尾曲⟩

### 個人演唱會
| 年份 | 演唱會名稱                  |
| ---- | --------------------------- |
| 2017 | 貼心音樂會@公館河岸留言     |
| 2017 | 貼心音樂會 巡迴台中場       |
| 2016 | 「我只有這首歌給你」演唱會] |

## 外部連結
- 林威良 Facebook 粉絲專頁 （页面存档备份，存于）